# Wasserkraftwerk Laforge-2
Das Wasserkraftwerk Laforge-2 (französisch Centrale Laforge-2) ist ein Laufwasserkraftwerk in der kanadischen Provinz Québec. Es befindet sich in der Region Jamésie am Rivière Laforge, einem Zufluss des La Grande Rivière.
Das Kraftwerk ist Teil des Baie-James-Wasserkraftprojekts und besitzt zwei Francis-Turbinen. Die installierte Leistung der Generatoren beträgt 319 MW, die Fallhöhe 27,4 Meter. Betreiber des Kraftwerks ist die Société d’énergie de la Baie James, eine Tochtergesellschaft des staatlichen Energieversorgungsunternehmens Hydro-Québec. Zwar wird das Kraftwerk vom Réservoir Laforge-2 gespeist, es gilt aber technisch gesehen nicht als Speicherkraftwerk, da der Stausee zunächst kaum breiter ist als der Damm und sich erst rund 25 Kilometer weiter östlich nennenswert verbreitert; zudem ist die Wasserpegelschwankung vernachlässigbar.
Die Bauarbeiten am Kraftwerk Laforge-2 begannen im Jahr 1993, die Inbetriebnahme erfolgte 1996. Eine sieben Kilometer lange Zufahrtsstraße, die nicht für Privatfahrzeuge zugänglich ist, führt in südlicher Richtung zur Fernstraße Route Transtaïga.